# Вараклянский район
Вараклянский район (латыш. Varakļānu rajons) — бывший административный район Латвийской ССР.
Создан 31 декабря 1949 году декретом президиума Верховного Совета Латвийской ССР за создание районов. Вараклянский район был образован путем объединения территорий Виланского уезда, городов Варакляны и Баркавы, части Галенской волости, Стирниенской волости, Вараклянской волости, части Мадонского уезда и волости Меирану. Центр района город Варакляны. С 1952 по 1953 год Вараклянский район входил в состав Даугавпилсской области. 26 июня 1951 года ликвидирован сельсовет Черчиниеку. 26 июля 1951 году ликвидирован сельсовет Берзкалниеку. 14 июня 1954 года ликвидированы сельсоветы Борбалю, Дегумниеку, Касалиешу, Кристелю, Маурану, Стикану, Строду и Сумниеку.
30 марта 1956 года Вараклянский район был ликвидирован, территория района была включена в состав Мадонского и Вильянского района На момент ликвидации Вараклянский район включал в себя 1 город и 18 сельсоветов.